# Иса Рей
Иса Рей (на английски: Issa Rae) е американска актриса, писателка и продуцентка.
Родена е на 12 януари 1985 година в Лос Анджелис в семейството на лекар, имигрант от Сенегал, и учителка католичка. През 2007 година получава бакалавърска степен по африкански и афроамерикански изследвания в Станфордския университет. От 2011 година постепенно си създава известност с уеб сериала Awkward Black Girl. Получава широка популярност с телевизионния сериал „Несигурни“ (Insecure, 2016 – 2021), за работата си в който получава поредица от номинации за награди „Златен глобус“ и „Праймтайм Еми“. Играе също в други телевизионни филми, както и в киното.

## Избрана филмография
- „Несигурни“ (Insecure, 2016 – 2021)
- „Малката голяма работа“ (Little, 2019)
- „Влюбените птици“ (The Lovebirds, 2020)
- „Снимката“ (The Photograph, 2020)
- „Американско четиво“ (American Fiction, 2023)
- „Барби“ (Barbie, 2023)